# Rivière Ouananiche
Ne doit pas être confondu avec Rivière Ouiatchouan ou Rivière Ouiatchouaniche.
La rivière Ouananiche est un affluent du lac Saint-Jean, coulant le territoire de la ville de Roberval, dans la municipalité régionale de comté (MRC) du Domaine-du-Roy, dans la région administrative de Saguenay–Lac-Saint-Jean, dans la province de Québec, au Canada.
La partie supérieure de la vallée de la rivière Ouananiche est desservie par le chemin du 4e rang et le chemin du 3e rang; la partie inférieure par la route Harry-Gagnon et le boulevard de l'Anse (route 169).
La sylviculture constitue la principale activité économique de la majeure partie de cette vallée; néanmoins, l'agriculture est pratiquée dans la partie inférieure.
La surface de la rivière Ouananiche est habituellement gelée du début de décembre à la fin mars, sauf les zones de rapides; toutefois la circulation sécuritaire sur la glace se fait généralement de la mi-décembre à la mi-mars.[réf. nécessaire]

## Géographie
La rivière Ouananiche tire sa source du lac Brassard (longueur: 0,375 km; altitude: 291 m). Ce lac épouse la forme d'une feuille de bouleau. L'embouchure du lac Brassard est située au sud-est du lac, soit à:
- 9,3 km à l'ouest du cours de la rivière Ouiatchouan;
- 9,4 km à l'ouest du centre du village de Val-Jalbert;
- 7,5 km au sud-ouest de l'embouchure de la rivière Ouananiche[3].

À partir de l'embouchure du Lac Brassard, la rivière Ouananiche coule sur 10,8 km avec une dénivellation de 200 m, selon les segments suivants:
- 3,6 km d'abord vers le sud-est jusqu'à la décharge (venant du sud) du Lac du Quatre; vers le nord-est en traversant deux petits lacs et en passant au nord d'une montagne, jusqu'à un coude de rivière; puis vers le sud-est en recueillant la décharge (venant du sud-ouest) de deux lacs non identifiés, jusqu'à la décharge (venant du sud-est) du Lac des Sœurs;
- 3,2 km vers le nord-est, jusqu'à un coude de rivière;
- 4,0 km vers l'est, puis le nord-est, en serpentant grandement en zone agricole, en coupant la route 169, et en coupant le chemin de fer en fin de segment, jusqu’à son embouchure[3].

La rivière Ouananiche se déverse au fond d'une petite baie étroite (longueur: 0,18 km, sur la rive sud-ouest du lac Saint-Jean. Cette confluence est située à 3,5 km à l'ouest de l'entrée de l'Anse de Chambord laquelle est délimitée entre la Pointe de Chambord (au nord) et la Pointe aux Pins (au sud). La confluence de la rivière Ouaniche est située à:
- 33,6 km au sud-ouest de l'embouchure du Lac Saint-Jean;
- 10,1 km à l'ouest du centre du village de Chambord;
- 6,0 km au sud-est du centre-ville de Roberval[3].

À partir de l’embouchure de la rivière Ouananiche, le courant traverse le lac Saint-Jean vers l'est sur 33,6 km vers le nord-est, emprunte le cours de la rivière Saguenay (via la Petite Décharge) sur 172,3 km vers l'est jusqu’à Tadoussac où il conflue avec l’estuaire du Saint-Laurent.

## Toponymie
La terme ouananiche se réfère à une espèce de saumon d'eau douce des lacs du nord-est des États-Unis, de l’Ontario, du Canada atlantique et du Québec.
Le toponyme « rivière Ouananiche » a été officialisé le 5 décembre 1968 à la Banque des noms de lieux de la Commission de toponymie du Québec.